# Bodensee Schnellstraße
 (octobre 2024).
La Bodensee Schnellstraße S18 est un projet de voie rapide dans le Land autrichien du Vorarlberg et devrait faire partie des routes européennes E43 et E60. Elle doit relier l'autoroute autrichienne A14 du Rheintal/Walgau aux autoroutes suisses A1 et A13. Ce projet est en discussion depuis les années 1980, mais a jusqu'à présent échoue en raison de diverses procédures de plainte et de changements dans la situation juridique.

## Histoire
En 1964, parallèlement à la construction de la sortie de Sankt Margrethen en Suisse, un tronçon est construit pour continuer vers l'Autriche.
La S18 est initialement prévue sous le nom de Bodensee Autobahn (A15). Cependant, ce projet échoue et le projet successeur de l'autoroute du lac de Constance (S18) est lancé. Les différents tracés et variantes sont initialement négociés dans les années 1980 avant que la première négociation dans le cadre de la loi sur la protection du paysage n'ait lieu en 1992. En 1994, les documents de planification du tracé sont rendus publics et les discussions avec les citoyens s'intensifient. Il existe de nombreuses variantes pour l'itinéraire et en 1997, la variante de Lauterach à Sankt Margrethen est finalement retenue.
Un tunnel de 810 m de long devait être construit à Höchst pour protéger les habitants, ainsi qu'une gare frontière avec la Suisse et l'Autriche. L'autoroute aurait été construite avec deux voies (une voie dans chaque direction) avec des accotements durs. Étant donné que ce tracé aurait conduit très près de la réserve ornithologique de Lauteracher Ried et aurait entraîné une détérioration de cet habitat, la Commission européenne dépose une plainte contre la République d'Autriche. Selon l'arrêt de la Cour de justice européenne du 23 mars 2006, le tracé prévu traverse une zone de protection des oiseaux de facto, c'est-à-dire une zone qui devrait être placée sous protection en raison de son importance pour la protection des oiseaux, mais n'est pas légalement protégé.
Cependant, la plainte contre le processus d'approbation lui-même n'est pas accueillie par la CJCE, car le processus fut lancé avant le référendum autrichien sur l'adhésion à l'Union européenne.
Cependant, la Cour constitutionnelle autrichienne (VfGH) abroge le règlement sur les itinéraires. Bien que la route prévue maintienne une distance minimale de 150 mètres de la zone de protection paysagère du Lauteracher Ried un peu plus au nord, d'autres zones dignes de protection (zones de protection des oiseaux de fait) sont certainement concernées. Cela ne fut pas suffisamment pris en compte lors de l'approbation du tracé. Étant donné que lors de la planification de la Bodensee-Schnellstraße, seul le Lauteracher Ried est pris en compte, mais pas les autres régions à inclure dans la réserve ornithologique, les « considérations concernant la compatibilité environnementale du tracé alors prescrit ne sont pas suffisantes pour une prise de décision appropriée (...) », statuent les juges constitutionnels. Les demandes d'annulation d'une partie du parcours sont donc approuvées, « même si l'illégalité affecte l'ensemble du parcours ».
La construction de la S18 devait commencer en 2007 et s'achever en 2011. Le tracé prévu n'étant plus réalisable, un processus de planification consensuel débute en 2007, au cours duquel toutes les solutions possibles sont examinées et, sur la base du nouveau concept de transport du Land de Vorarlberg, d'autres mesures telles que la construction d'une autoroute doivent être incluses. Les premiers rapports intermédiaires montrent que seule une combinaison d'une expansion des transports publics et d'une route de secours peut offrir les résultats souhaités.
En avril 2011, deux des 20 variantes proposées sont encore en discussion : Variante Z et Variante CP.

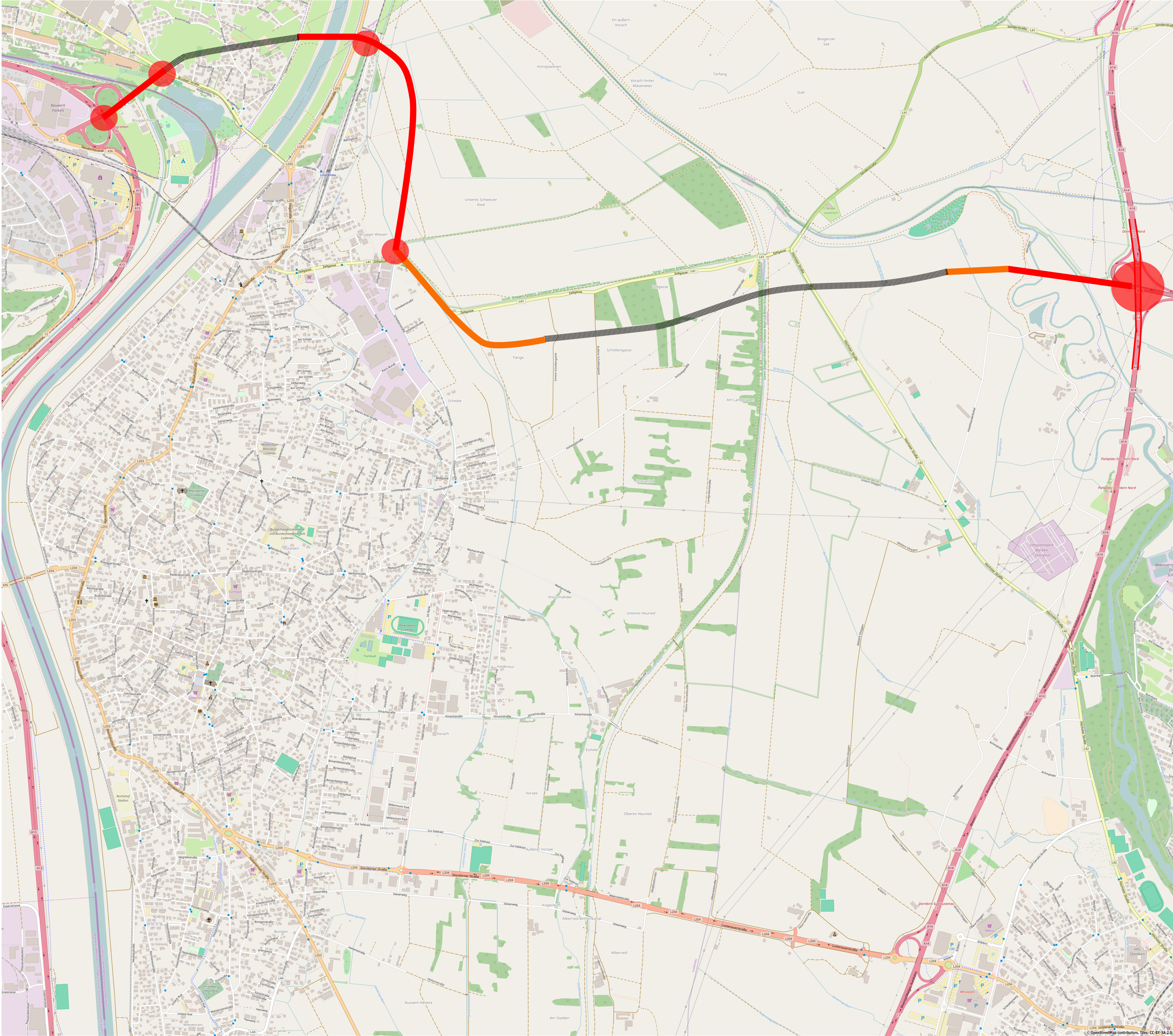
La variante Z

Dans le rapport final, il est recommandé au gouvernement du Land du Vorarlberg de donner la priorité à la variante Z, le passage du Ried avec une voie souterraine allant de Dornbirn-Nord à Lustenau-Nord et plus loin en Suisse. Si cette variante n'est pas réalisable, la variante CP, un contournement est de la L204 par Lustenau-Nord vers la Suisse, devrait être poursuivie. Comme première mesure, il est recommandé de construire un poste frontalier comprenant un nouveau bureau de douane en Suisse, depuis la jonction de Sankt Margrethen de l'A1 suisse jusqu'à la L40 à Höchst-Brugg, directement après la frontière.
L'évaluation des variantes recommandées dans le processus de planification s'achève fin 2014. Il est constaté qu'en principe, les deux variantes, à deux et à quatre voies, peuvent être approuvées. Selon la variante, le nombre de voies et le mode de construction, les coûts sont estimés entre 526 et 893 millions d'euros (base de prix 2025). En septembre 2016, la Strategische Prüfung Verkehr (SP-V) est achevée et évaluée positivement par le ministère des Transports. En décembre 2016, la loi concernant le nouveau projet S18 est modifiée, car le point de connexion de l'A14 ne doit plus se trouver à Lauterach, mais plus au sud, à Dornbirn.
En janvier 2018, les autorités autrichiennes et suisses annoncent que la décision de construire l'autoroute, y compris une nouvelle installation douanière, est prise en principe et qu'une planification concrète est en cours. En 2017, l'Autriche inclut le tracé prévu sous le nom de S18 dans la loi fédérale sur les routes et charge l'exploitant d'autoroutes ASFINAG d'un avant-projet. L'autoroute sera dotée d'une installation douanière commune construite par la Suisse. La zone concernée est identifiée du côté suisse et la commande pour le développement du projet général est attribuée.
Au total, 170 forages d'essai pour le S18 et le contournement de Lustenau commencent à l'été 2018.

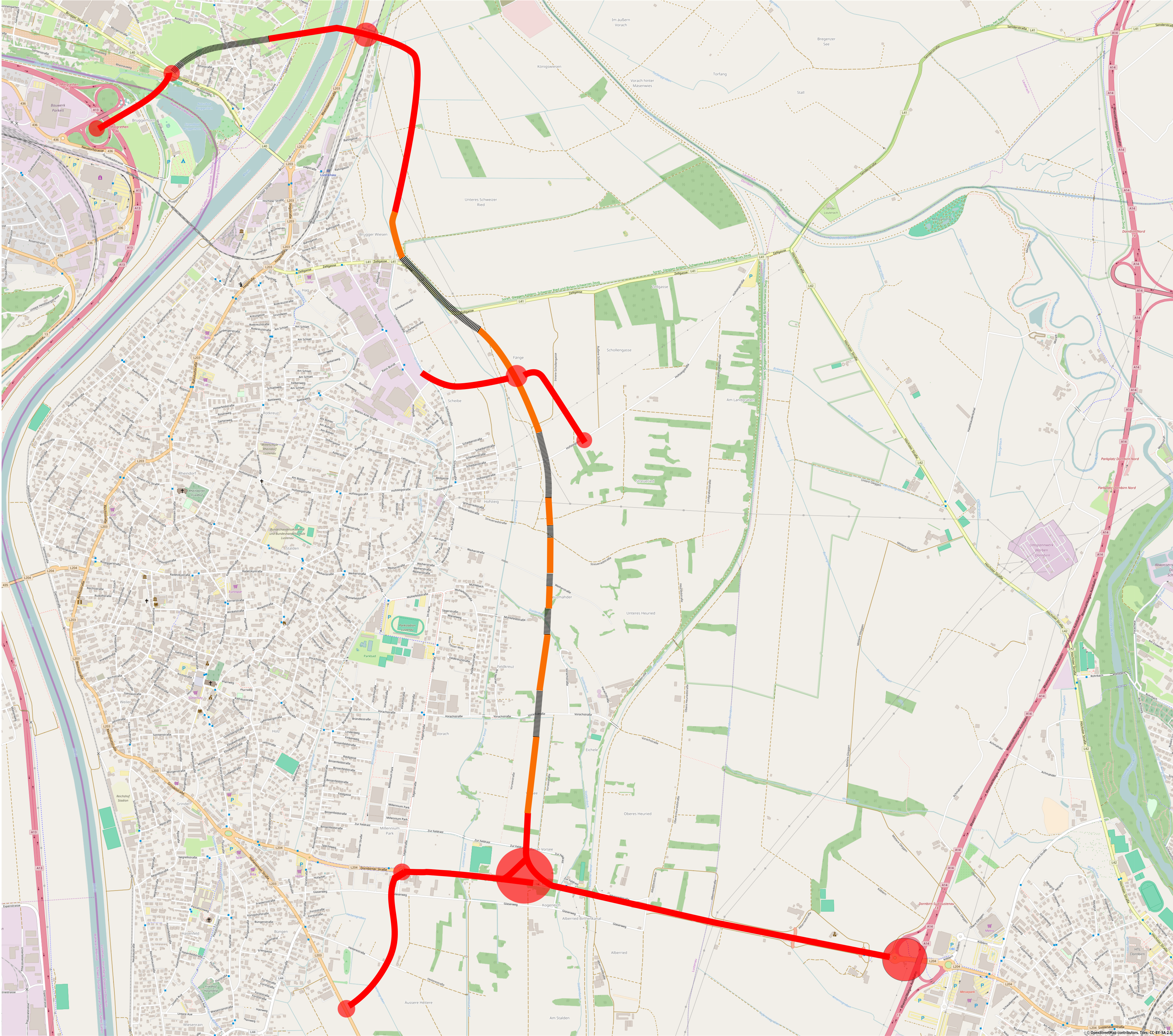
La variante CP.

Le 11 novembre 2020, l'ASFINAG annonce que le choix s'est porté sur la variante CP, dont le cœur est un contournement oriental de Lustenau, car il n'y a aucune chance d'approbation légale pour la variante Z qui passe par la zone Natura 2000, la zone protégée européenne Soren, Gleggen–Köblern, Schweizer Ried et Birken–Schwarzes Zeug. Cette décision suscite de vives critiques de la part de la commune de Lustenau, qui avait soutenu avec véhémence la variante Z. Dans le même temps, l'ASFINAG revoit à la hausse l'estimation du coût, entre 1,3 et 1,5 milliard d'euros.
Le 22 mars 2022, le ministère des Transports remet le projet en phase de planification et des alternatives au S18 doivent être étudiées.
Lors d'un référendum sur le projet de la Bodenseeschnellstraße S18 le 19 novembre 2023, à la question de savoir si le commune de Lustenau doit utiliser tous les moyens pour permettre la construction de la variante CP, 77,40% des citoyens votants répondent non (pour un taux de participation de 30,22%).